# Grit Kalies
Grit Kalies (* 1968 in Altentreptow) ist eine deutsche Physikochemikerin und Autorin.

## Leben
Grit Kalies studierte, promovierte und habilitierte an der Universität Leipzig im Fach Physikalische Chemie. Zusätzlich studierte sie am Deutschen Literaturinstitut Leipzig. Zurzeit lehrt sie Physikalische Chemie sowie Mischphasen- und Grenzflächenthermodynamik an der Hochschule für Technik und Wirtschaft Dresden (HTW Dresden). Ihr Fachgebiet ist die phänomenologische und statistische Thermodynamik. Im Jahre 2019 schlug sie vor, dass sich die Thermodynamik und der Entropiebegriff weiterentwickeln lassen, wenn man die Spezielle Relativitätstheorie (SRT) Albert Einsteins aufgibt. Ihr Physik-Roman „Raumzeit“ ist der Kritik am Zeitbegriff der SRT gewidmet.

## Veröffentlichungen in Zeitschriften (Auswahl)
- Advantages of momentum work. I. Absolute time, AIP Advances 15 (2025) 025226, 1–13; mit D.D. Do, doi: 10.1063/5.0459117
- The limits of mathematics in physics, AIP Advances 14 (2024) 115225, 1–16; mit D.D. Do, doi: 10.1063/5.0237600
- Momentum work and the energetic foundations of physics. V. Interaction of quantum objects via processes, AIP Advances 14 (2024) 015214, 1–17; mit D.D. Do, doi: 10.1063/5.0183546
- Das unsichere Fundament des Gebäudes der theoretischen Physik, Mitt. Wilhelm-Ostwald-Ges. 28 (2023) 14–27 Link.
- Momentum work and the energetic foundations of physics. IV. The essence of heat, entropy, enthalpy and Gibbs free energy, AIP Advances 13 (2023) 095126, 1–16; mit D.D. Do, doi:10.1063/5.0166916
- Momentum work and the energetic foundations of physics. III. The unification of mechanics and electrodynamics, AIP Advances 13 (2023) 095322, 1–11; mit D.D. Do, doi:10.1063/5.0166847
- Momentum work and the energetic foundations of physics. II. The ideal gas law derived via process equations, AIP Advances 13 (2023) 055317, 1–12; mit D.D. Do und S. Arnrich, doi:10.1063/5.0147915
- Momentum work and the energetic foundations of physics. I. Newton’s laws of motions tailored to processes, AIP Advances 13 (2023) 065121, 1–14; mit D.D. Do, doi:10.1063/5.0147910
- Back to the roots: The concepts of force and energy, Z. Phys. Chem. 236 (2022) 481–533, doi:10.1515/zpch-2021-3122.
- A Solution of the Time Paradox of Physics, Z. Phys. Chem. 235 (2021) 849–874, doi:10.1515/zpch-2020-1659.
- Fundamental laws of nature confirmed by free fall, Research Square (2021) 1–18, doi:10.21203/rs.3.rs-624477/v1.
- A solution of the interpretation problem of Lorentz transformations (2021) 1–25, doi:10.20944/preprints202007.0705.v1.
- Die Energiebegriffe Wilhelm Ostwalds und der modernen Physik, Mitt. Wilhelm-Ostwald-Ges. 25 (2020) 22–29 Link.
- Wie und ob sich Zeit physikalisch verstehen lässt. Streifzug quer durch die Physik, Konsens 1 (2020) 57–58.
- Matter-Energy Equivalence, Z. Phys. Chem. 234 (2020) 1567–1602, doi:10.1515/zpch-2019-1487.

## Eigenständige Werke
- Vom Energieinhalt ruhender Körper. Ein thermodynamisches Konzept von Materie und Zeit Monographie. De Gruyter Verlag, Berlin 2019, ISBN 978-3-11-065556-8.
- Raumzeit Roman. Mitteldeutscher Verlag, Halle (Saale) 2019, ISBN 978-3-96311-225-6.
- Lamort Roman. Mitteldeutscher Verlag, Halle (Saale) 2010, ISBN 978-3-89812-697-7.
- Auf Zeit Gedichte. Mitteldeutscher Verlag, Halle (Saale) 2008, ISBN 978-3-89812-545-1.
- Thermodynamische Vorausberechnung von Adsorptionsgleichgewichten mehrkomponentiger flüssiger Mischungen mittels Exzessgrößen Habilitationsschrift. Universität Leipzig, Leipzig 2005.
- Mitlesebuch 71 Gedichte. Aphaia Verlag, Berlin 2003.
- Untersuchungen zur Flüssigphasenadsorption von Ethanol, n-Octan und n-Hexadecan aus ihren binären und ternären Gemischkombinationen an kohlenstoffhaltigen Adsorbenzien Dissertationsschrift. Universität Leipzig, Leipzig 1997.

## Preise und Stipendien
- 2008: Stipendium des Künstlerhaus Lukas in Ahrenshoop
- 2008–2011: Heisenberg-Stipendium der Deutschen Forschungsgemeinschaft (DFG)
- 2009: Stipendium des Deutschen Literaturfonds Darmstadt